# Кост, Шарль
Шарль Кост (фр. Charles Coste; род. 8 февраля 1924, Ольюль) — французский велогонщик, чемпион летних Олимпийских игр в Лондоне (1948). После смерти в январе 2025 года Агнеш Келети — старейший среди всех ныне живущих олимпийских призёров.

## Биография
Родился в коммуне Ольюль. Завоевал золотую медаль в командной гонке преследования на летних Олимпийских играх 1948 года в Лондоне вместе с Фернаном Деканали, Пьером Адамом и Сержем Блюссоном. 
В 1950 году занял четвёртое место на Париж — Рубе проходившей в рамках Вызова Дегранж-Коломбо.
8 февраля 2024 года отметил 100-летие.
26 июля 2024 года принимал участие в церемонии открытия летних Олимпийских игр в Париже. Кост передал олимпийский огонь Тедди Ринеру и Мари-Жозе Перек, которые зажгли чашу с огнём.

## Статистика выступления наГранд-турах
| Гонка / Год     | 1952 | 1953 | 1954 | 1955 | 1956 | 1957 | 1958 |
| --------------- | ---- | ---- | ---- | ---- | ---- | ---- | ---- |
| Джиро д'Италия  | —    | DNF  | —    | —    | 40   | 72   | 77   |
| Тур де Франс    | DNF  | —    | —    | —    | —    | DNF  | —    |
| Вуэльта Испании | —    | —    | —    | —    | —    | —    | —    |